# Guy P. Brasseur
Pour les articles homonymes, voir Brasseur.
Guy P. Brasseur (né le 19 juin 1948) est un météorologue, chimiste de l'atmosphère et climatologue belge. Ses intérêts de recherche comprennent l'appauvrissement de la couche d'ozone stratosphérique, la pollution atmosphérique mondiale, les interactions solaire-terrestre et la recherche sur le système terrestre .

## Carrière
Brasseur a étudié à la université libre de Bruxelles et a obtenu deux diplômes d'ingénieur, un en génie physique (1971) et un autre en télécommunications et électronique (1974). Il a ensuite obtenu un doctorat en physique dans la même université avec Marcel Nicolet comme directeur de thèse. Il a travaillé ensuite à l'Institut d'aéronomie spatiale de Belgique,.
Durant ses études, Guy Brasseur a été élu membre du conseil municipal d'Uccle, commune du sud de Bruxelles. Entre 1977 et 1981, il est élu à la Chambre des députés belge et délégué aux assemblées parlementaires du Conseil de l'Europe à Strasbourg et de l'Union de l'Europe occidentale à Paris. Pendant ce hiatus politique, il a suspendu ses recherches mais il continué de superviser ses doctorants.
Brasseur a passé cinq mois à l'Institut Max Planck de chimie (MPI-C) en 1984 avec le professeur Paul Crutzen.
En 1988, il rejoint le National Center for Atmospheric Research (NCAR) à Boulder (Colorado) et devient directeur de la division de chimie atmosphérique en 1990. À cet endroit, il a été de 1992 et 1996 rédacteur en chef du Journal of Geophysical Research et de 1994-2001, il est devenu président du Projet international de chimie atmosphérique (en) (IGAC) du Programme international géosphère-biosphère (IGBP),.
En 2000, il devient directeur de l'Institut Max-Planck de météorologie (MPI-M) et directeur scientifique du Centre allemand de calcul climatique (DKRZ). En 2004, il a été candidat à la direction de l'Institut d'aéronomie spatiale belge avant de retirer son nom à la suite d'un désaccord sur la procédure de sélection. De 2006 à 2009, il est retourné chez NCAR comme directeur associé et chef du Laboratoire des systèmes terrestres et solaires (ESSL). De 2009 à 2011, il est devenu scientifique principal à temps partiel du NCAR. De 2009 à 2014, il a été directeur du Climate Service Center (CSC) à Hambourg et membre externe du MPI-M. Depuis 2011, il est chercheur émérite au NCAR, a dirigé le groupe de recherche sur la modélisation environnementale au MPI-M, avant de devenir un membre externe, et est professeur honoraire à l'université de Hambourg,,.

### Champs d'étude
Les champs de recherche de Guy Brasseur sont à propos de la couche d'ozone et l'irradiation solaire, les polluants ainsi que les aérosols, la photolyse, les gaz traces et les modèles atmosphériques. Ses recherches sont multidisciplinaires et intègrent des éléments de chimie atmosphérique et de transfert radiatif. Il a publié ou co-publié plus de 400 articles sur les sciences de l'atmosphère (57 %), l'ozone (36 %) et la stratosphère (28 %).

## Affiliation et récompenses
Guy P. Brasseur est membre : 
- de l'Academia Europaea en 2000 ;
- étranger de l'Académie norvégienne des sciences et des lettres ;
- fondateur et ordinaire de l'Académie des sciences à Hambourg ;
- associé de l'Académie royale des sciences, des lettres et des beaux-arts de Belgique, section « Technologie et Société » ;
- du comité de recherche de l'Académie autrichienne des sciences (2011-2013) ;

Il a reçu les récompenses :
- docteur Honoris Causa de l'université Pierre-et-Marie-Curie, Paris, en 2005 ;
- docteur Honoris Causa de l'université d'Oslo, Norvège, en 2008 ;
- docteur Honoris Causa de l'université nationale et capodistrienne d'Athènes, Grèce, en 2010 ;
- Fellow de l'union américaine de géophysique (2005).